# Liste des évêques d'Abengourou
Liste des évêques d'Abengourou
(Dioecesis Abenguruensis)
L'évêché d'Abengourou est créé le 13 septembre 1963, par détachement de ceux de Bouaké et de Katiola et de l'archevêché d'Abidjan.

## Sont évêques
- 13 septembre 1963-† 10 août 1978 : Eugène Abissa Kwaku
- 12 janvier 1979-† 17 août 1980 : Laurent Yapi
- 26 mars 1981-21 novembre 2003 : Bruno Kouamé
- 21 novembre 2003-3 janvier 2009 : Jean-Jacques Koffi Oi Koffi
- depuis le 1er juillet 2009 : Gbaya Ziri (Gbaya Boniface Ziri)

## Sources
- L'ANNUAIRE PONTIFICAL, sur le site http://www.catholic-hierarchy.org, à la page